# Matthias Kopetzky
Matthias Kopetzky (* 10. Februar 1964) ist ein österreichischer Sachverständiger und Wirtschaftsforensiker, der durch seine Tätigkeiten in diversen medienpräsenten Strafverfahren bekannt wurde.

## Ausbildung
Nach Abschluss seiner Schullaufbahn studierte Matthias Kopetzky von 1984 bis 1989 Betriebswirtschaft an der Wirtschaftsuniversität Wien und absolvierte von 1995 bis 1997 ein wirtschaftswissenschaftliches Doktoratsstudium an der Universität Wien.
Kopetzky ist allgemein beeideter und gerichtlich zertifizierter Sachverständiger für Kostenrechnung, Buchführung, Unternehmensbewertung und Unternehmensführung.

## Beruf
Nach ersten Tätigkeiten in der Wirtschaft trat Kopetzky im Jahr 1995 als Berater in eine Steuerberatungskanzlei ein, wo er erste Erfahrungen mit der Arbeit im wirtschaftlichen Sachverständigenbereich machte.
Im Jahr 1998 wechselte Kopetzky in die Selbständigkeit und baute gemeinsam mit einem Partner ein Sachverständigenbüro für den Wirtschaftsbereich auf, welches für zahlreiche Großverfahren von der österreichischen Justiz engagiert wurde. Kopetzky war zudem seit 1998 in zahlreichen internationalen Beratungsfunktionen tätig. Seit 2003 ist er Berater einer Kapitalmarktberatungsgesellschaft und seit 2014 in einer auf forensische Tätigkeiten spezialisierten Gesellschaft engagiert.
Neben der Tätigkeit als Sachverständiger ist Kopetzky als Unternehmensberater und Aufsichtsrat im Projekt Bank für Gemeinwohl tätig.
Nebenberuflich übt Kopetzky landwirtschaftliche Tätigkeiten im Rahmen der Wiener Bezirksimkerei im Wiener Stadtgebiet aus und bewirtschaftet mit seiner Stadtimkerei 250 Bienenvölker im urbanen Raum.

## Lehrtätigkeiten
Kopetzky ist regelmäßig als Vortragender im Bereich der Wirtschaftskriminalität tätig. Seit 1998 übt er diverse Hochschullehrtätigkeiten aus, etwa an der Fachhochschule Wiener Neustadt und der Fachhochschule Wien des WIFI.
Zudem trägt er an diversen weiteren Fortbildungseinrichtungen wie z. B. Business Circle oder der Akademie für Interne Revision vor und ist in der polizeilichen Ausbildung zu Themen der Wirtschaftskriminalität tätig.

## Wirken als Sachverständiger
Kopetzky war in zahlreichen medienpräsenten Causen tätig und gilt als einer der meistbeschäftigten Buchsachverständigen Österreichs. Im Folgenden werden medienpräsente Verfahren der letzten Jahre dargestellt.

### Krida-Vorwürfe gegen Mirko Kovats
Die Insolvenz der Großraumdiskothek A2 Südpol in der in Shopping City Süd den 1990er Jahren führte 2007 zu einem Verfahren gegen den prominenten Unternehmer Mirko Kovats rund um die Frage der betrügerischen Krida, in dem Kopetzky als Gutachter tätig war. Das Verfahren wurde im Jahr 2009 eingestellt.

### Imperial-Affäre
Seit 2001 war Kopetzky als Gutachter rund um Untereuevorwürfe zur Imperial-Gruppe des Unternehmers Faramarz Ettehadieh tätig, was 2007 zu Medienberichten führte. Aufgrund des Wertverlusts von Anlageprodukten der Imperial-Finanzgruppe war es seit 2001 wiederholt zu Klagen gegen das Unternehmen und den Unternehmer Ettehadieh gekommen, welche auch in den Medien thematisiert wurden. 
Ein Verfahren endete 2008 mit einem Freispruch und der Ermittlungskomplex wurde im Februar 2016 rechtskräftig eingestellt. Vor dem Hintergrund des Freispruches wurde Kopetzky gemeinsam mit seinem Partner, dem Sachverständigen Martin Geyer, in einem Gerichtsverfahren zur Leistung von Schadenersatz verpflichtet.

### Welldorado-Prozess
Der Welldorado-Prozess befasste sich mit der vermuteten Unterschlagung von ca. 400.000,– Euro seit dem Jahr 2006 durch eine Mitarbeiterin der Welser Spa- und Badeeinrichtung Welldorado. Kopetzky war als Gutachter im Ermittlungsverfahren und der nachfolgenden Gerichtsverhandlung tätig. Im Rahmen des Ermittlungsverfahrens wurde die mangelnde Unterstützung Kopetzkys durch die Welser Behörden kritisiert. Das Verfahren endete 2016 u. a. mit Schuldsprüchen.

### Teilprivatisierung der Österreichischen Post AG
Rund um die Teilprivatisierung der Österreichischen Post AG im Jahr 2006 wurde eine Provisionszahlung von 350.000,– Euro der am Börsegang beteiligten Investmentbank Raiffeisen Centrobank an die mit diversen Korruptionscausen in Verbindung stehende Valora AG des in zahlreiche Affären verwickelten Unternehmers Peter Hochegger bekannt. Kopetzky stellte in einem Gutachten weitergehende Finanzflüsse an eine Subfirma fest, an welcher u. a. der ehemalige Finanzminister Karl-Heinz Grasser beteiligt war und stellte fest, dass diese keine Leistungen erbracht haben konnte. Die Ermittlungen gegen Grasser wurden im Jahr 2017 eingestellt.

### Holiday-Inn-Affäre
Im Jahr 2016 wurde ein Strafprozess gegen den im Umfeld des ehemaligen Finanzministers Grasser stehenden Unternehmer Walter Meischberger zu einer unklaren Provisionszahlung über 600.000,– Euro für den Kauf des Hotels Holiday Inn in München geführt. Meischberger hatte im Jahr 2005 eine Provision an die zur Porr-Gruppe gehörende Käufergesellschaft UBM verrechnet, obwohl der Kauf bereits im Jahr 2003 abgewickelt worden war. Kopetzky führte hierzu gutachterliche Untersuchungen durch und vermutete als tatsächlichen Hintergrund der Zahlung einen Zusammenhang mit Schmiergeldern rund um die zeitgleich erfolgte Einmietung von Zollabteilungen des Finanzministeriums in Räumlichkeiten der Porr-Gruppe. Das Verfahren endete mit einem Freispruch im Zweifel.

### Telekom-Affäre
Im Rahmen der Telekom-Affäre war Kopetzky in Zusammenarbeit mit seinem Kanzleipartner Martin Geyer umfassend als Gutachter tätig und untersuchte Finanzflüsse zu Beratungsleistungen, Lobbyingtätigkeiten sowie rund um vermutete Parteienfinanzierung. Weiters im Verfahren tätig war der auf Beratungsleistungen spezialisierte Sachverständige Georg Jeitler. Gegen die Sachverständigen wurden teils Befangenheitsanträge gestellt, die jedoch vom Gericht zurückgewiesen wurden.
Die verschiedenen Verfahren endeten mit Schuldsprüchen u. a. gegen die Angeklagten Rudolf Fischer, Peter Hochegger, Klaus Wittauer und Gernot Rumpold.

### Novomatic-Affäre
Als Novomatic-Affäre rund um Karl-Heinz Grasser bekannt wurde der Versuch einer Aufweichung des Glücksspielmonopols im Jahr 2006, woraus sich Vorteile für den Automatenkonzern Novomatic und die Telekom Austria ergeben hätten, die bereits Pläne für ein gemeinsames Projekt ausgearbeitet hatten. Walter Meischberger, Trauzeuge Grassers, hatte hierzu von Novomatic 465.000,– Euro erhalten und an eine Gesellschaft weitergeleitet, an welcher Grasser beteiligt war. Kopetzky konnte in seinen Untersuchungen jedoch keinen direkten Geldfluss an Grasser feststellen. Das Ermittlungsverfahren wurde 2017 eingestellt.

### Tetron-Affäre
Im Jahr 2015 war Kopetzky im Rahmen der gemeinhin als Blaulichtfunk-Affäre bekannten Tetron-Affäre tätig, in welcher dieser die Werthaltigkeit von Beratungsleistungen im Lobbyingbereich durch den Angeklagten Alfons Mensdorff-Pouilly untersuchte. Im Rahmen des Verfahrens wurde eine Befangenheit von Kopetzky behauptet, welche durch das Gericht jedoch nicht bestätigt wurde. Das Verfahren endete mit Schuldsprüchen.

### Volksbanken-Sonderuntersuchung
Im Jahr 2015 führte Kopetzky eine Sonderuntersuchung für die Österreichische Volksbanken AG durch, deren Erkenntnisse medial bekannt wurden. Kopetzky stellte hierbei diverse Unregelmäßigkeiten in der Geschäftsgebarung fest.

### Sonstiges
Kritik an Gesetzesänderungen im Jahr 2015
Im Vorfeld der 2016 erfolgten Anpassung von Wertgrenzen im Strafrecht trat Kopetzky medial in Erscheinung und übte deutliche Kritik am Vorhaben des ÖVP-Justizministers Wolfgang Brandstetter.

## Privates
Matthias Kopetzky ist verheiratet und Vater von drei Kindern. Er lebt und arbeitet in Wien.

## Publikationen
- mit J. T. Wells: Handbuch Wirtschaftskriminalität in Unternehmen: Aufklärung und Prävention. LexisNexis-Verlag ARD Orac, Wien 2006, ISBN 3-7007-3449-2.
- Standard Sonderuntersuchung. In: Zeitschrift Interne Revision, 45(5), 2010, S. 211.